# Briški
Briški je priimek v Sloveniji, ki ga je po podatkih Statističnega urada Republike Slovenije na dan 1. januarja 2019 uporabljalo 142 oseb in je med vsemi priimki po pogostosti uporabe uvrščen na 3165. mesto.

## Znan nosilci priimka
- Alojz (Lojze) Briški (1927–2001), politik, lovec
- Andrej Briški (*1930), geograf, ekonomist, politik in diplomat
- Boris Briški, arhitekt
- Marija Javor Briški (*1961), germanistka, kiterarna zgodovinarka, prof. FF UL
- Marjana Baumgarten Briški (1914–1969), jezikoslovka anglistka, pred. FF
- Martin Briški (1914–1993), strokovnjak za avtorsko pravo (dr.), prevajalec
- Matjaž Briški (*1973), dramaturg, dramatik in scenarist
- Nataša Briški (*1974), novinarka, publicistka in urednica
- Nika Briški, veterinarka
- Sara Briški Cirman (*1996), bolj znana pod umetniškim imenom Raiven, pevka in harfistka
- Staša Briški (-Bailey), plesalka, prevajalka (=?)
- Živa Deu (r. Briški) (*1951), arhitektka, univ. profesorica